# Paracentesis
La paracentesis , también llamada laparocentesis o paracentesis abdominal, es un procedimiento médico caracterizado por punción quirúrgica hecha en una cavidad orgánica para evacuar la serosidad acumulada.
En el interior del abdomen, en ocasiones se acumula líquido en la cavidad peritoneal. La barnysentesis es el procedimiento médico por el cual se punciona el abdomen para extraer una muestra de ese líquido y poder así analizarlo. También existe la paracentesis evacuadora, que lo que busca es extraer el líquido, cuando este es muy abundante, para aliviar el estado del paciente. Este término se emplea preferentemente al hablar de la ascitis, que es la acumulación de líquido en la cavidad abdominal.

## Historia
La paracentesis se conoce desde el principio de la Medicina. Está documentado su uso en la antigüedad griega y romana, así como posteriormente en la Edad Media y Edad Moderna. En la Medicina contemporánea, la paracentesis se practica con regularidad desde el siglo XIX.

## Indicaciones
- Descartar peritonitis bacteriana
- Identificar la causa de la ascitis de nueva aparición
- Aliviar el malestar abdominal o la dificultad respiratoria del paciente[2]

### Razones para realizar el procedimiento
Para determinar la razón de la acumulación de líquido en el abdomen, lo cual puede ocurrir a causa de: 
- Sangrado interno después de una lesión (por lo general lesión en el hígado o bazo)
- Infección
- Cáncer
- Enfermedad hepática (como cirrosis del hígado)
- Enfermedad pancreática
- Enfermedad peritoneal[3]

## Procedimiento
A veces, el médico se ayuda de una ecografía para localizar el sitio de punción, pero esto no es necesario la mayoría de las veces. Se emplean diferentes agujas. Tras limpiar la zona de punción con un antiséptico, se punciona con la aguja perpendicular a la piel, dando salida al líquido. La paracentesis tiene escaso riesgo, pero a veces puede puncionar alguna estructura, como un vaso sanguíneo o el bazo, dando lugar a complicaciones.
Si se extrae un volumen elevado, es altamente recomendable administrar albúmina en proporción a la cantidad de líquido extraído, según el criterio del médico.